# Trofeo Andrea Chiarotti 2023
La Coppa Italia 2023 di hockey su slittino è stata la 5ª edizione del torneo, la seconda con la nuova denominazione di Trofeo Andrea Chiarotti.

## Formula
Visto che il numero di squadre iscritte al campionato italiano Para Ice Hockey è aumentato a tre, è cambiata la formula rispetto alla stagione precedente: non più una gara secca, ma un triangolare da giocarsi tra il 6 e il 7 maggio a Torino.

## Incontri
| Arbitri: | Simone Lega Nicolò Alberti |

|  |           |                                   |
|  | Marcatori | 48:59 Cavaliere (Andreoni, Larch) |

| Arbitri: | Davide Magliano Nicolò Alberti |

|  |           |                                                                                             |
|  | Marcatori | 7:54 Larch (Planker) 14:14 Rosa (Larch) 26:50 Rosa (Depaoli, Planker) 41:12 Larch (Depaoli) |

| Arbitri: | Simone Lega Davide Magliano |

| |           |                     |
| Winkler (Rosa, Cavaliere) 10:16 Rosa (Depaoli, Larch) 25:12 Rosa 25:50 Larch (Depaoli, Planker) 30:26 Depaoli (Boneccher) 35:41 | Marcatori | 4:55 Radice (Macrì) |

## Classifica
| Pos | Squadra            | G | V | VS | PS | P | GF | GS | DG | Pt | Risultato                  |
| --- | ------------------ | - | - | -- | -- | - | -- | -- | -- | -- | -------------------------- |
| 1   | South-Tyrol Eagles | 2 | 2 | 0  | 0  | 0 | 9  | 1  | +8 | 6  | Vincitore Trofeo Chiarotti |
| 2   | Armata Brancaleone | 2 | 0 | 1  | 0  | 1 | 2  | 5  | −3 | 2  |                            |
| 3   | Tori Seduti        | 2 | 0 | 0  | 1  | 1 | 0  | 5  | −5 | 1  |                            |